# Eurata herricki
Eurata herricki là một loài bướm đêm thuộc phân họ Arctiinae, họ Erebidae.